# Siegmund Seybold
Siegmund Gerhard Seybold (né le 5 septembre 1939 à Stuttgart) est un botaniste, fleuriste et biologiste de musée allemand. Son abréviation officielle d'auteur botanique est « Seybold ». Il est le frère du théologien Klaus Dieter Seybold (de).

## Carrière
Siegmund Seybold étudie les mathématiques et la biologie à l'Université de Stuttgart, où il obtient son doctorat en 1968 avec une thèse de chimio-taxonomie.
Dans sa carrière professionnelle, il est employé au Musée national d'histoire naturelle de Stuttgart à partir de 1967, où il est responsable, entre autres, des départements de sociologie végétale et de fleuristerie. À partir de 1993, Seybold dirige le département de botanique du Musée d'histoire naturelle de Stuttgart. Ses recherches portent notamment sur la flore du Bade-Wurtemberg.
Il publie également des travaux floristiques qui dépassent le sud de l'Allemagne, par exemple sur des espèces du genre Satureja en Éthiopie ou sur des espèces de Marrubium de Perse en préparation de Flora Iranica.
En outre, Seybold travaille dans le domaine de la nomenclature des plantes, où il publie plusieurs articles sur les noms d'espèces scientifiques pour les plantes. Un autre domaine de travail est l'histoire de la botanique, en particulier la recherche de données biographiques de botanistes, qu'il édite, entre autres, dans le Handwörterbuch der Pflanzennamen, dont Seybold est co-éditeur.
Seybold prend sa retraite en 2002 et vit à Louisbourg.
En 2009, il devient membre honoraire de la Société d'histoire naturelle du Wurtemberg (de). En 2021, il devient membre honoraire du groupe de travail botanique du sud-ouest de l'Allemagne e. V
Le sorbier blanc de Seybold (de) (Sorbus seyboldiana) porte son nom.

## Travaux
En 1968, Siegmund Seybold est l'auteur du
- Flora von Stuttgart – Fundortverzeichnis der im mittleren Neckarland wildwachsenden höheren Pflanzen. – Jh. Ver. Vaterl. Naturk. Württ., Band 123, S. 140–297.

Il travaille encore sur de nombreux ouvrages botaniques, entre autres
- seit 1988: Index Holmiensis, dem Verzeichnis aller Verbreitungskarten für Farn- und Blütenpflanzen
- seit 1972: Zander Handwörterbuch der Pflanzennamen
- 1993 bis 2016: Schmeil-Fitschen (de): Flora von Deutschland (Buch und CD-ROM-Version)
- 1990 bis 1998: Die Farn- und Blütenpflanzen Baden-Württembergs
- Die wissenschaftlichen Namen der Pflanzen und was sie bedeuten. 2002, 2. Auflage 2005

## Thèse
- Zum physiologischen Verhalten von Zuckeralkoholen in vegetativen Organen höherer Pflanzen. (Fotodruck: Mikroskopie GmbH, München), Stuttgart 1969, (Dissertation Universität Stuttgart, Fakultät für Natur- und Geisteswissenschaften, 5. März 1968, 60 Seiten).